# ももクロ春の一大事 〜笑顔のチカラ つなげるオモイ〜
『ももクロ春の一大事 〜笑顔のチカラ つなげるオモイ〜』（ももクロはるのいちだいじ えがおのチカラ つなげるオモイ）は、ももいろクローバーZ（ももクロ）が春に開催しているライブ。略称は春一（はるいち）。
2011年に“メンバーにとっての一大事”としてスタートし、2017年からは地方自治体と協働で“町おこし”を目指すライブにリニューアルして現名称となった。リニューアル以降、開催地となった歴代の自治体どうしが「〜笑顔のチカラ つなげるオモイ〜 地域連携協定」を締結し、本ライブをきっかけとして互いの知名度向上・誘客推進・物産振興などの取り組みを進めている。「第12回観光庁長官表彰」では特別感謝状が進呈された。

## 概要
「春の一大事」は、夏のバカ騒ぎ・ももいろクリスマスに並ぶ、ももクロ三大ライブの一つ。2017年からは開催地とタッグを組み「笑顔のチカラ つなげるオモイ」をテーマに開催されてきた。ももクロのメンバーはライブパフォーマンスをするだけでなく、事前・事後を含めてその土地の観光スポットやご当地グルメ、特産品のお土産を紹介したり、地域の方と交流したりすることも特徴として挙げられる。
観光庁は、魅力ある観光地づくりやその魅力の発信など、観光の振興、発展に貢献した個人及び団体に対して「観光庁長官表彰」を実施。2020年の「第12回観光庁長官表彰」では、地方自治体と連携した地域活性化への貢献などを評価し、ももいろクローバーZに特別感謝状の贈呈を行った。
ライブ会場に隣接してチケットフリーの「外周エリア」（サテライトパーク）が開設され、公式グッズショップやファンクラブブースのほか、地元の物産ブースや飲食ブースが立ち並び、買い物や食事を楽しむことができる。
自治体との協力事例
・広報誌や地元メディアなどで地域の良さをPR
・メンバーが現地を訪れ名所などを紹介
・地元企業や自治体などとコラボ商品を開発
・地元キャラクターとのコラボ
・地元市民への優先チケット購入枠と招待枠などを設定
・設営時の施工業者、食事や備品の手配などを地元企業に依頼したライブ会場作り
・物販＆フードパークなどのエリア展開、パーク内にて地域をPRできる自治体ブースの出展（ライブ会場に隣接したエリアを利用できる場合に）
・遠方からのアクセスツアーやバス送迎プランなどの設定
開催地は公募で、自治体側がライブ会場となる場所の無償提供や当日の安全な開催への協力などをする代わりに、ももクロ側は出演料やステージ制作・運営の経費を要求しないなど、大型ライブを開催した経験の無い自治体でも手を上げやすい条件となっている。自治体を単にビジネスの相手と見るのではなく、お互いに協力し合うことで、地域の住民もライブに参加するファンも“笑顔になる”催しにしたいという想いがある。
2020年、ももクロがYouTube番組『こんな時は家にいろ！週間』を通じて新型コロナウイルス対策支援のためファンに募金を呼びかけ、寄せられた募金にももクロメンバーの寄付を合わせた総額500万円を、「ももクロ春の一大事」を開催した3市と開催予定であった2町に寄付した。
| 開催日                                  | タイトル                                                                            | 開催地                                                     |
| --------------------------------------- | ----------------------------------------------------------------------------------- | ---------------------------------------------------------- |
| 2017年4月8日（土） 2017年4月9日（日）   | ももクロ春の一大事2017 in 富士見市 〜笑顔のチカラ つなげるオモイ〜                  | 埼玉県・富士見市 第2運動公園                               |
| 2018年4月21日（土） 2018年4月22日（日） | ももクロ春の一大事2018 in 東近江市 〜笑顔のチカラ つなげるオモイ〜                  | 滋賀県・東近江市 布引運動公園陸上競技場                    |
| 2019年4月20日（土） 2019年4月21日（日） | ももクロ春の一大事2019 in 黒部市 〜笑顔のチカラ つなげるオモイ〜                    | 富山県・黒部市 宮野運動公園                                |
| 2022年4月23日（土） 2022年4月24日（日） | ももクロ春の一大事2022 笑顔のチカラ つなげるオモイ in 楢葉・広野・浪江 三町合同大会 | 福島県・Jヴィレッジ ＜楢葉町・広野町・浪江町＞三町合同大会 |
| 2023年4月22日（土） 2023年4月23日（日） | ももクロ春の一大事2023 in 福山市 〜笑顔のチカラ つなげるオモイ〜                    | 広島県・福山市 福山通運ローズスタジアム                    |
| 2024年4月13日（土） 2024年4月14日（日） | ももクロ春の一大事2024 in 亀岡市 〜笑顔のチカラ つなげるオモイ〜                    | 京都府・亀岡市 亀岡運動公園                                |
| 2025年4月12日(土) 2025年4月13日（日）   | ももクロ春の一大事2025 in 新発田市 〜新発田 新発見！？〜                            | 新潟県・新発田市 五十公野公園                              |

## ももクロ春の一大事2018 in 東近江市 〜笑顔のチカラ つなげるオモイ〜

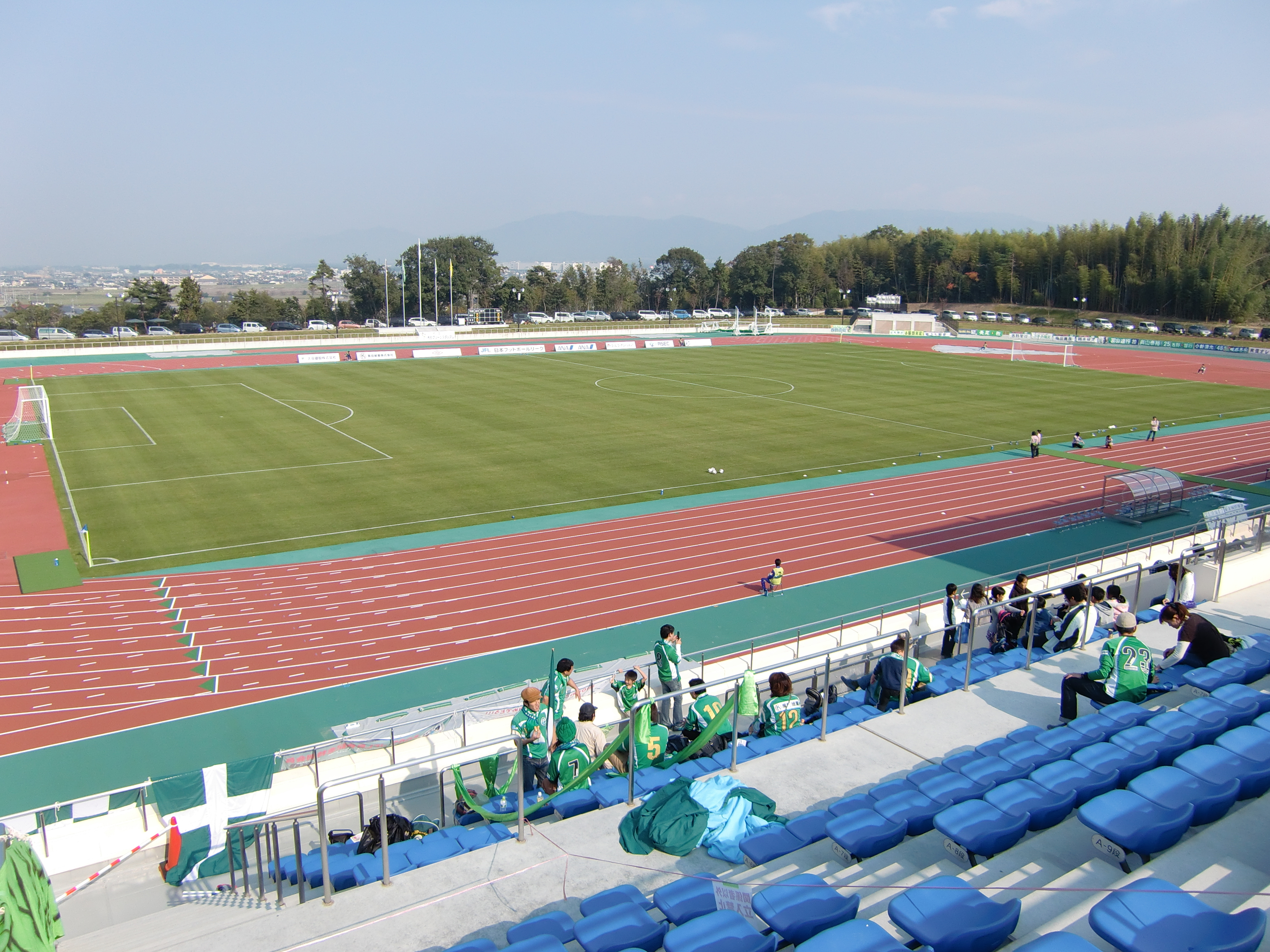
布引運動公園陸上競技場（ライブは隣接している多目的グラウンドで開催され、陸上競技場は物販等に使用された）

ももクロ春の一大事2018 in 東近江市 〜笑顔のチカラ つなげるオモイ〜（ももクロはるのいちだいじ2018 イン ひがしおうみし えがおのチカラ つなげるオモイ）は、2018年4月21日・22日に滋賀県・東近江市 布引運動公園陸上競技場（ぬのびき うんどうこうえん りくじょうきょうぎじょう）で開催されたライブイベント。経済効果は約5億円。
ライブは東近江市の小椋正清市長による開会宣言で始まり、1日目には埼玉県富士見市の星野光弘市長から東近江市長へ「笑顔のバトン」が手渡された。東近江市内のダンススクールに通う子どもたち20人以上がバックダンサーとしてステージを盛り上げ、東近江市内の小学4-6年生371人（2日間計）が合唱や『希望の向こうへ』のバックコーラスを務めた。
単体の映像作品としてはリリースされていないが、2日目の公演は『ももいろクローバーZ 10th Anniversary The Diamond Four -in 桃響導夢-』Blu-ray/DVDの初回限定盤に、映像特典として収録されている（初回限定盤という名称だが、継続的に販売されている）。
開催後に、東近江市観光協会の観光サイトで「ももクロの4人の足跡をたどる 春の一大事聖地巡り【日帰り】」としてモデルコースが紹介されている。2020年、ももクロメンバーとモノノフ（ファン）からの寄付金を活用して、新型コロナ感染拡大予防のため自動ソープディスペンサーを幼児施設94カ所に設置した。自動ソープディスペンサーには感謝の思いを込めてももクロメンバーのシールが貼られている。同年10月には、東近江市がももクロデザインの地域振興クーポン「東近江市ももクロクーポン券」を市内の全世帯に配布した。
東近江市が発祥の地である「飛び出し坊や」のももクロ型4体を、滋賀県在住のモノノフ一同（ファン）が作成して東近江市に寄贈した。

### SFP-しがフレンドパーク-
ライブ会場に隣接するサテライトパーク「SFP-しがフレンドパーク-」にて地元コラボなどのブースが設置され、イベントも行われた。
東近江市ブースエリア
出展：工房しゅしゅ、近江鉄道ブース、東近江市観光協会、東近江市PRブース、東近江市商工会青年部、東近江市商工会
FUMIHIKO COP（アイドルなどが出演する特設ステージ）
出演：リーフシトロン、煌めき☆アンフォレント、丸ちぇろ、Devil ANTHEM.、ときめき♡宣伝部、凸凹凸凹-ルリロリ-、奥澤村、あゆみくりかまき、マジェスティックセブン、さくちゃんとじぃじ、Twinkle♡、東近江市商工会青年部 赤レンジャイ、フルーレット、サクヤコノハナ、東近江バイオレッツ、ナオリュウ、塩乃華織、DEVIL NO ID、ロッカジャポニカ、まなみのりさ
フットサル大会「玉井CUP」
優勝賞典：SUZUKIのハスラーかクロスビーが当たるダーツの挑戦権獲得 など
東近江コラボ
たねや × CLUB HARIE × ももクロ
近江鉄道 × ももクロ（ももクロヘッドマーク掲出電車の運行、記念グッズ販売）
黒丸パーキングエリア × ももクロ（NEXCO西日本 名神高速道路「”ももクロ丸”パーキングエリア」）
商工戦隊 赤レンジャイ × ももクロ（東近江市商工会青年部）
奥居匡 × 東近江市観光協会 × ももクロ
毎日新聞が号外を発行
ショップ＆ブース
出展：はるえ商店、「ANGEL EYES」会員ブース、ももクロガチャ、たまいカンパニー、テレビ朝日 「ももクロChan」ショップ、kindショップ、トシ子ちゃんショップ、HMV（CD・DVDショップ）、工房しゅしゅ、東近江市商工会、東近江市PRブース、埼玉県富士見市ブース
地元フード
出店：滋賀ケータリング協会、ニコウ、焼肉 万葉、Bar TRIANGLE、やまだ屋、銘茶ますきち、魚幸商店、PRIDE、旨夢路本舗、パンカフェKOKON、商工会議所青年部、はるちゃん、プランシェルジュ、せごどん、東近江市商工会

## ももクロ春の一大事2019 in 黒部市 〜笑顔のチカラ つなげるオモイ〜

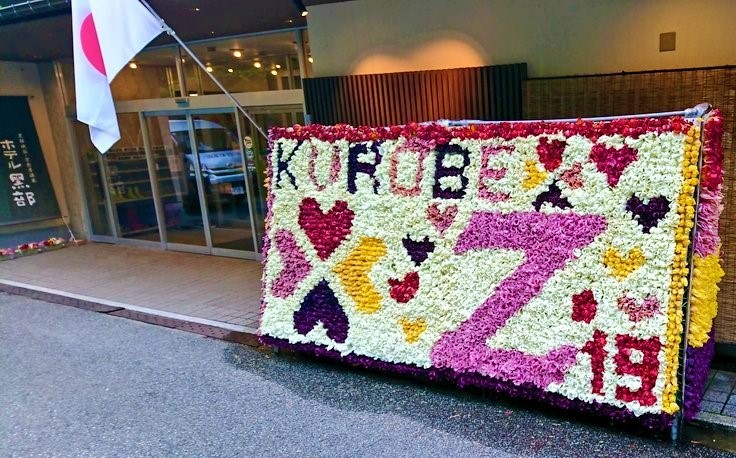
フラワーアートで歓迎する地元旅館（ホテル黒部）

ももクロ春の一大事2019 in 黒部市 〜笑顔のチカラ つなげるオモイ〜（ももクロはるのいちだいじ2019 イン くろべし えがおのチカラ つなげるオモイ）は、2019年4月20日・21日に富山県・黒部市 宮野運動公園（みやの うんどうこうえん）で開催されたライブイベント。経済効果は約6億円。映像作品化されておらず、『スタコミュ』の有料会員のみ同アプリにて視聴可となっている。

### ウォー太郎パーク
ライブ会場に隣接するサテライトパーク「ウォー太郎パーク」が設けられた。
ウォー太郎ステージ
出演：ジョーク東郷、矢島好美（隣県新潟・糸魚川市在住）、牧野ステテコ（黒部市出身）、ピコピコ☆レボリューション、【P-school】、アメフラっシ、ロッカジャポニカ、まなみのりさ、たこやきレインボー、富山PRガール（仮）、ビエノロッシ、GETTAMAN（ゲッタマン）、リトモスターズ、あゆみくりかまき
ももクロ×黒部＝もも黒部 コラボ企画
くろべの太陽（手袋・あまざけミルク）
生地蒲鉾（にゃんかまコラボ）
ヤギチーズ専門店・Y&Co（米粉カステラ）
富山吟撰堂（シンエツ）（白えびせんべい）
北日本新聞ブース（4月20日北日本新聞朝刊“ラッピング特別紙面”販売、北日本新聞記念“号外”配布）
北日本新聞×ショウワノート「ももニカ学習帳Z」
黒部峡谷鉄道（記念グッズ、ももクロヘッドマーク掲出機関車の運行、ももクロ＆トロッコ電車スタンプラリー）
中島観光百貨店（「銘菓宇奈の月」ももクロ限定パッケージ）
MOMOKUROWAN すがの印刷（黒部市公共交通マスコットキャラクター「くろワンちゃん」のコラボ商品）
黒部の屋台村
水の時計、玄吉、BENIKO などが出店
会場外でのコラボ
カーメインテナンス朝倉（SUZUKIのスペーシア ギアにPRラッピングをして黒部市内を走行）
のわまーと にぎわいイベント（北陸新幹線 黒部宇奈月温泉駅に隣接）
宇奈月ビール
福多屋菓子舗
富山地方鉄道
“感想戦”公式店舗
黒部にある18の飲食店にて、”ももクロ初の公式感想戦開催”と銘打たれ、スペシャルサービスなどが実施された。
ももクロショップ＆ブース
出展：オフィシャルグッズ はるえ商店、公式ファンクラブ 「ANGEL EYES」ブース、ももクロガチャ、富士見市・東近江市PRブース、VRーREALIVE360ー、トシ子ちゃんショップ、たまいカンパニー、KITANOBLUE、HMV（CD・DVDショップ）、KINDショップ
キッチンカー
糸魚川名産 かまぼこメンチ など
富山地方鉄道の列車増便、軒先パーキングを利用した臨時駐車場開設も実施された。

### 特別展・聖地巡礼スタンプラリー
「春の一大事2019」の特別展と聖地巡礼スタンプラリーが2021年11月13-23日に開催された。
特別展（宇奈月国際会館セレネ）
春一ライブ関連の写真パネル等の展示
地域連携協定都市（富士見市・東近江市）春一開催関連物品等の展示
次回開催地（福島大会）でのメンバー活動写真等の展示
富士見市・東近江市観光物産展
黒部で開催された春の一大事DAY2ライブ映像の上映会
聖地巡礼スタンプラリー
聖地：くろべ牧場まきばの風、湯めどころ宇奈月総湯、魚の駅生地、黒部ショッピングセンター メルシー、黒部宇奈月温泉駅 黒部市地域観光ギャラリー
黒部市で開催された冬のイベント「宇奈月温泉雪のカーニバル」にて、ももいろクローバーZの音楽花火が打ち上げられた。

## ももクロ春の一大事2022 笑顔のチカラ つなげるオモイ in 楢葉・広野・浪江 三町合同大会

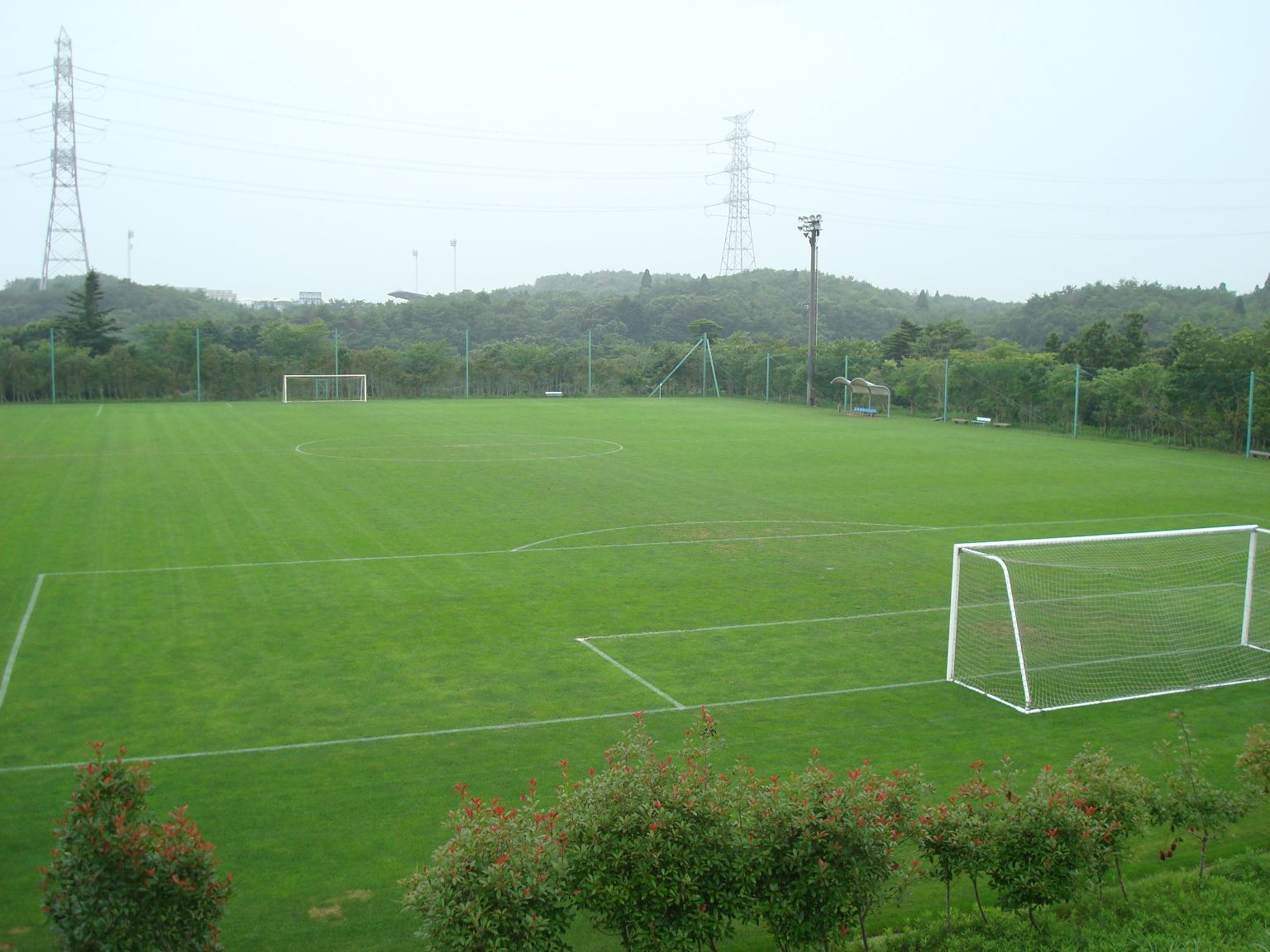
会場となったJヴィレッジ（福島県）

ももクロ春の一大事2022 笑顔のチカラ つなげるオモイ in 楢葉・広野・浪江 三町合同大会（ももクロはるのいちだいじ2022 えがおのチカラ つなげるオモイ イン ならは・ひろの・なみえ さんちょうごうどうたいかい）は、2022年4月23日・24日に福島県・Jヴィレッジで開催されたライブイベント。コロナ禍により当初予定していた2020年4月から2度の延期を経ての開催となった。春の一大事としては初となる三町合同大会（楢葉町・広野町・浪江町）である。
1日目終演後の夜に『夜桜を見る会〜花火大会〜』in 浪江が浪江町・道の駅なみえ北側の請戸川土手で開催された。出演：ももいろクローバーZ（百田夏菜子、玉井詩織、高城れに）、浪江女子発組合（佐々木彩夏、高井千帆、内藤るな・播磨かな）。
はるえ商店 オフィシャルグッズ
三町合同大会ジャージー - コラボした地元企業やブランドのロゴをプリント
三町合同大会ボディバッグ - リバーシブルなボディバッグで、表は楢葉・浪江の特産の「鮭」、ひっくり返すと三町の農産物「稲穂と柚子とみかん」のデザインとなっている。
〈鮭騒動〉 関ジャニ∞メンバーの丸山隆平が“シャケ”（鮭）という響きが好きであることから、eighter（エイター、関ジャニ∞のファン）の間でこのボディバッグが話題となり完売した。モノノフ（ももクロのファン）はその御礼に、関ジャニ∞がCM出演する森永製菓「チョコモナカジャンボ」や最新シングルの「喝采」のCDを購入する現象が起きた。
大漁旗Tシャツ - 浪江町の鮭、楢葉町の柚子、広野町のみかんをデザイン
大漁旗フェイスタオル
木戸川と浅見川と請戸川のさけやな場ラバーキーホルダー - 楢葉・広野・浪江、三町の鮭やな場で働くももクロをイメージ

### きてくんちぇパーク
ライブ会場に隣接する外周パーク「きてくんちぇパーク」が各開催日の午前中から開催された。
パークステージ
出演：浪江女子発組合、reborn、二丁目の魁カミングアウト、B.O.L.T、九州女子翼、まなみのりさ、いぎなり東北産、アイくるガールズ、AMEFURASSHI、YUMEADO EUROPE、アルテミスの翼、satoko＆satomi＋なみえ創成ダンスチーム＋トモダチプロジェクト
主催三町ブース
楢葉町・広野町・浪江町のPRブース
J-VILLAGE コラボショップ
福島民報 スペシャルブース＆ショップ - 「ももくろ佐太郎」（「いもくり佐太郎」がももクロデザインに）、「白河だるま」（顔がももクロメンバー仕様に）
道の駅ならはブース - ももクロパッケージ「福島のももカレー」など
広野町振興公社 - 広野町の「ひろぼー」とのコラボグッズ
大堀相馬焼 松永窯 - 伝統工芸品とのコラボ
鈴栄商店 - 桃色ちりめん（あみちりめん）魚匠鈴栄とももクロのコラボパッケージ
きずな食堂
株式会社マツバヤ
歴代「春一」開催自治体ブース
埼玉県・富士見市ブース
滋賀県・東近江市ブース
富山県・黒部市ブース
ももクロ公式キッチンカーなど
福島県産会津地鶏モーモーカレー、福島県産ももスムージー などを販売
地元フード
出店：Jヴィレッジ、なら福、居酒屋 元気百倍、宇佐見商店、めーあ・べるく、Food Shop YAMATO、豚壱、稲村屋、広野町商工会青年部、スラッカン、そば八、ふくふく、まんぷく食堂、カステラ屋、小名浜あおいち、がんばっぺ福島
会場外「道の駅なみえ」にてコラボグッズを販売
つながりのボールペン、なみえ焼きそば、サングリアのもと、オリジナルデザインカップ酒
浪江女子発組合『花咲む』コラボグッズ - なみえ焼そば、甘酒、うまくて生姜ねぇ、うけどんクッキー、スクエアキーチェーン

## ももクロ春の一大事2023 in 福山市 〜笑顔のチカラ つなげるオモイ〜
ももクロ春の一大事2023 in 福山市 〜笑顔のチカラ つなげるオモイ〜（ももクロはるのいちだいじ2023 イン ふくやまし えがおのチカラ つなげるオモイ）は、2023年4月22日・23日に広島県・福山市 福山通運ローズスタジアムで開催されたライブイベント。約2万8千人が会場を訪れ、7億円の経済効果があった。
協賛：福山通運 / フマキラー / 東中国スズキ自動車。主催：スターダストプロモーション、企画・制作：SDR / H.I.P.、後援：キングレコード。
2023年2月に玉井詩織と佐々木彩夏が福山市を訪れた。市長から福山デニムのヘアバンドをプレゼントされ、福山市中央公園にてももクロのメンバーカラー4色（ピンク 赤 黄 紫）のばら苗を福山市長やローラ（ばらのまち福山イメージキャラクター）らと植樹した。
3月には百田夏菜子と高城れにが福山市を訪れた。ライブ会場となる福山通運ローズスタジアムをスタート・ゴールとする「ふくやまマラソン」にサプライズ登場し、高城れにが3kmマラソンに参加して10位となった。その後、鯛めしのランチ、電気自動車型タクシー「グリーンスローモビリティ」（グリスロ）体験のあと、沼名前神社を訪れた。
4月にはメンバー全員が鞆の浦（常夜燈）、福禅寺（対潮楼）、明王院を訪問した。
ももクロと福山通運コラボステッカーが作成され、配送トラックなどに貼られた。
福山城特別ライティングとして、4月14日-24日の日没から24時まで福山城がももクロカラーにライティングされた。
福山市内のホテルはほぼ満室となり、開催前夜と1日目の夜には映画館福山駅前シネモード1にてドキュメンタリー映画『ももいろクローバーZ アイドルの向こう側《特別上映版》』の連続上映が夜から明朝まで各9時間半行われた（パジャマ可）。
ライブDAY1には、2022年に春一が開催された福島県から楢葉町副町長が駆けつけ、“笑顔のバトン”を広島県・福山市市長へと渡す引き継ぎ式が行われた。福山市長の開会宣言でライブの幕が開け、ももクロメンバーはデニム生地をメンバーカラーに染めあげたヒッコリー衣装、福山市の象徴となっている薔薇の赤色を取り入れたトレンチコート風の衣装などでパフォーマンスし、地元の小学生と合唱する場面もあった。佐々木彩夏は「開放的で、自然が見えて、いいお天気でというのはもちろんですが、市長さんがモノノフさんが会場のゴミ拾いなどもしていたと話していて、いろんな意味で気持ちがいいライブだったなと思います。」と最後のMCで締めくくった。
福山駅前の本通商店街は、モノノフを歓迎するため、道路にイラストを描くチョークアートのイベントを企画した。

### きんちゃい市
ライブ会場に隣接する多目的広場に買い物や飲食を楽しめる「SHOPPING PARK きんちゃい市」が設けられた。
- ももクロ公式ショップ＆ブース
- 開催自治体ブース（福山市）
- 歴代開催自治体ブース（富士見市、東近江市、黒部市、浪江町）
- 協賛企業ブース（福山通運、フマキラー）

主なコラボグッズ
福山デニム（ターバンやバックなど）、かき醤油、御朱印帳、鉢金、ウクレレ、プリザーブドフラワー、刺繍ポーチ、火吹き棒、傘の柄カバー、クーベルショコラ など
ももクロ公式キッチンカー
広島レモンスムージー、広島カキフライモーモーカレー、広島コウネカルビ丼、広島牛串、広島焼き餃子、広島風お好み焼き、尾道ラーメン など
会場以外での「コラボ場外戦」として「ももクロ春の一大事2023御城印」（福山城博物館）、バウムクーヘン・4色マカロン（ベッセルホテル）、ラスクが福山市内で販売された。

## ももクロ春の一大事2024 in 亀岡市 〜笑顔のチカラ つなげるオモイ〜

亀岡市

ももクロ春の一大事2024 in 亀岡市 〜笑顔のチカラ つなげるオモイ〜は、2024年4月13日・14日に京都府・亀岡市 亀岡運動公園にて開催されるライブイベント。DAY1が「時は今」、DAY2が「真・英雄たん」として行われる。
外周パーク「京都やかんランド」が設けられ、外周ステージ「〜やかん大作戦 in 亀岡〜」でやかんとアイドル公開収録などが行われる。ステージ出演グループ：スタプラ研究生、TEAM SHACHI、浪江女子発組合、ばってん少女隊 ほか（五十音順）。
主催：スターダストプロモーション、企画・制作：ANGEL EYES / H.I.P.、後援：キングレコード。

## ももクロ春の一大事2025  in 新発田市 〜新発田 新発見！？〜
ももクロ春の一大事2025  in 新発田市 〜新発田 新発見！？〜は、2025年4月12日・13日に新潟県・新発田市 五十公野公園（しばたし いじみのこうえん）にて開催されるライブイベント。スペシャルゲストとして、初日にNGT48、2日目にNegiccoが出演する。
外周パーク「新発田で発見！フマキラーランド」に、ステージ、フードコーナー、コラボグッズ、キッズパークが設けられる。
「春の新発田城 一大事！」と銘打って、新発田城にて「ももクロ 春の一大事」応援企画が実施される。新発田城「ももクロ」メンバーカラーの4色ライトアップ、玉井詩織と佐々木彩夏のサイン瓦の特別公開、新発田城ももいろフォトスポット巡りが行われ、開催前夜の金曜日には初となる新発田城の夜の特別公開が行われる。
主催：スターダストプロモーション、企画・制作：ANGEL EYES / H.I.P.、後援：キングレコード。

## 一大事ツアー
ももいろクローバーZ 一大事ツアーは、春の一大事の開催地に選ばれなかったいくつかの自治体で開催されるライブツアー。2020年に開催される予定だったが、コロナ禍で延期となり、2022年に「アルバムツアー『祝典』」と「LIVE 『origin』」に組み込まれる形でライブが開催された。
開催地
青森県・南部町「〜来(き)てけろ南部町〜」 - アルバムツアー「祝典」として開催
宮城県・涌谷町「〜ございん涌谷町〜」 -  LIVE 「origin」として開催
群馬県・安中市「〜おいでよ安中市〜」 -  LIVE 「origin」として開催
栃木県・佐野市「〜おいでよ佐野市〜」 - アルバムツアー「祝典」として開催
兵庫県・香美町「〜おいでーや香美町〜」 - アルバムツアー「祝典」として開催
和歌山県・上富田町「〜つれもておいで かみとんだ〜」 -  LIVE 「origin」として開催
大阪府・守口市「〜きてや 守口市〜」 - アルバムツアー「祝典」として開催
愛知県・西尾市「〜いこまい西尾市〜」 - アルバムツアー「祝典」として開催
静岡県・裾野市「〜おいでよ50周年 裾野市〜」 - アルバムツアー「祝典」として開催
愛媛県・今治市「〜おいでや今治市〜」 - アルバムツアー「祝典」として開催
岡山県・津山市「〜きんちゃい津山市〜」 - アルバムツアー「祝典」として開催

## リンク
- ももクロ春の一大事2018 in 東近江市 〜笑顔のチカラ つなげるオモイ〜
- ももクロ春の一大事2019 in 黒部市 〜笑顔のチカラ つなげるオモイ〜
- ももクロ春の一大事2022 〜笑顔のチカラ つなげるオモイ In 楢葉・広野・浪江 三町合同大会〜
- ももクロ春の一大事2023 in 福山市 〜笑顔のチカラ つなげるオモイ〜
- ももクロ春の一大事2024 in 亀岡市 〜笑顔のチカラ つなげるオモイ〜
- ももクロ春の一大事2025 in 新発田市 〜新発田 新発見！？〜